# Joaquim d'Aragó-Cardona-Córdoba i de Benavides
Joaquim d'Aragó-Cardona-Córdoba i de Benavides (Madrid, 24 d'abril de 1667 - ídem, 5 de març de 1670) va ser un noble espanyol, duc de Sogorb i de Cardona, entre altres títols. Fou el darrer dels fills mascles supervivents de Lluís d'Aragó; era fruit del matrimoni amb la seva segona esposa, María Teresa de Benavides y Dávila-Corella. Heretà molt petit, amb poc menys de tres anys, els títols del seu pare. S'atorgà la seva tutela i el control de les terres de la família a la seva mare. Tanmateix, l'infant va morir prematurament el 1670. En no haver-hi més descendència directa, els títols van passar al seu oncle, Pere Antoni d'Aragó, germà de Lluís. Joaquim fou enterrat al monestir de Poblet.

## Títols
1667-1670
- XXXIX Comte d'Empúries
- XIV Comte de Prades

1670-1670
- VIII Duc de Cardona
- VI Marquès de Comares
- XXIV Senyor de la Baronia d'Entença
- VIII Marquès de Pallars
- VII Duc de Sogorb
- XXX Vescomte de Vilamur